# پاول ویزنر
 پاول ویزنر (انگلیسی: Pavel Vízner؛ زاده ۱۵ ژوئیهٔ ۱۹۷۰) یک تنیس‌باز اهل جمهوری چک است. این بازیکن تنیس باز بازنشسته و حرفه ای از جمهوری چک است. ویزنر دو بار به فینال اوپن فرانسه رسیده است .